# Road Rovers
Road Rovers är en amerikansk animerad TV-serie skapad och producerad av Warner Bros. Animation. Den debuterade i Kids' WB den 7 september 1996, och avslutades den 22 februari 1997 efter en säsong. Serien började sedan visas i repris, först fram till 6 september 1997, och därefter återigen i Cartoon Network från 7 februari 1998 och fram till år 2000.

## Handling
Serien handlar om fem antropomorfiska hundar, som bekämpar brottslighet.

### Fotnoter
1. ↑  ”Road Rovers” (på engelska). Tvtropes. 10 mars 1996. http://www.tv.com/shows/road-rovers/. Läst 10 juli 2015.